# No Pain No Gain
«No Pain No Gain» es una canción de la banda alemana de hard rock y heavy metal Scorpions, publicada como sencillo en 1994 a través de Mercury Records. Incluida como la segunda pista del duodécimo álbum de estudio Face the Heat (1993), fue escrita por Klaus Meine, Rudolf Schenker y Mark Hudson. Considerada una canción de heavy metal de tempo medio, su letra evoca el poder del ser humano para superar los desafíos y obstáculos que enfrenta día a día.
Salió a la venta únicamente en Alemania en febrero de 1994 con el objetivo de apoyar a la selección de fútbol de Alemania en la Copa Mundial de Fútbol de 1994. De hecho, la versión editada de la canción cuenta con los futbolistas cantando el coro del estribillo. Para promocionarlo, a mediados del mismo año se realizó un videoclip que muestra un montaje de imágenes de un concierto en vivo de la banda, jugadas de la selección de fútbol de Alemania y del videojuego World Cup USA '94.

## Composición y grabación
La canción la escribieron el vocalista Klaus Meine y el guitarrista Rudolf Schenker, junto con el compositor estadounidense Mark Hudson. Considerada una canción de heavy metal de un tempo medio, posee una «producción brillante y poderosa, particularmente en la batería», además el productor Bruce Fairbairn le añadió un toque extra de producción en los versos. En un análisis realizado por el autor Guillaume Gaguet, se señala que cuenta con el típico riff de guitarra mordaz de Schenker, Meine la interpreta con una voz muy persuasiva, mientras que el solo de guitarra de Matthias Jabs es «particularmente notable». Por su parte, la letra evoca el poder del ser humano para superar los desafíos y obstáculos que enfrenta día a día. Al igual que las demás canciones que integran el disco Face the Heat, la grabación se llevó a cabo en una semana de febrero de 1993 en los estudios Little Mountain Sound en Vancouver (Canadá), propiedad de Fairbairn.

## Lanzamiento y video musical
«No Pain No Gain» salió al mercado como el último sencillo de Face the Heat el 7 de febrero de 1994, a través de Mercury Records, con el único objetivo de apoyar a la selección de fútbol de Alemania en la Copa Mundial de Fútbol de 1994. Su lanzamiento se debió a que PolyGram llegó a un acuerdo con la desarrolladora U.S. Gold para incluir algunas de las canciones de sus artistas en el videojuego World Cup USA '94; de Scorpions agregaron esta y «Under the Same Sun». Disponible únicamente en Alemania, fue editado en disco compacto con «Taxman Woman» y la versión del álbum de «No Pain No Gain» como lado B.
Bajo el subtítulo de Scorpions Mit Die Fußball-Nationalmannschaft, la primera versión de «No Pain No Gain» del sencillo es una edición editada y remezclada por Erwin Musper, que cuenta con los miembros de la selección nacional de fútbol de Alemania cantando el estribillo. Por ese motivo, para promocionarlo, a mediados de 1994 se grabó un videoclip que muestra un montaje de imágenes de un concierto en vivo de la banda, jugadas de la selección de fútbol de Alemania y del videojuego World Cup USA '94.

## Interpretaciones en vivo
La banda interpretó en vivo la canción principalmente en las giras Face the Heat Tour (1993-1994) y Humanity World Tour (2007-2009). De la primera mencionada, se grabó en directo en el Auditorio Nacional de la Ciudad de México para el disco Live Bites de 1995. Mientras que, en 2007, en la ciudad de Recife en Brasil, se registró para el DVD Amazonia: Live in the Jungle de 2009.

## Lista de canciones
| Sencillo en CD |                                     |                         |          |  |
| N.º            | Título                              | Escritor(es)            | Duración |  |
| 1.             | «No Pain No Gain» (versión editada) | Schenker, Meine, Hudson | 3:22     |  |
| 2.             | «No Pain No Gain» (versión álbum)   | Schenker, Meine, Hudson | 3:55     |  |
| 3.             | «Taxman Woman»                      | Schenker, Meine         | 4:30     |  |

## Créditos
| - Klaus Meine: voz - Rudolf Schenker: guitarra rítmica - Matthias Jabs: guitarra líder y talk box - Ralph Rieckermann: bajo - Herman Rarebell: batería Invitados - Selección de fútbol de Alemania de 1994: coros | - Bruce Fairbairn y Scorpions: producción - Erwin Musper: remezcla de la versión editada de «No Pain No Gain» - Maritz Teichmann y Joe Ghiron: fotografía de la portada |

- Fuente: Folleto de notas de «No Pain No Gain».[7]